# Торнімпарте
Торнімпарте (італ. Tornimparte) — муніципалітет в Італії, у регіоні Абруццо,  провінція Л'Аквіла.
Торнімпарте розташоване на відстані близько 85 км на північний схід від Рима, 11 км на південний захід від Л'Акуїли.
Населення — 3186 осіб (2014).

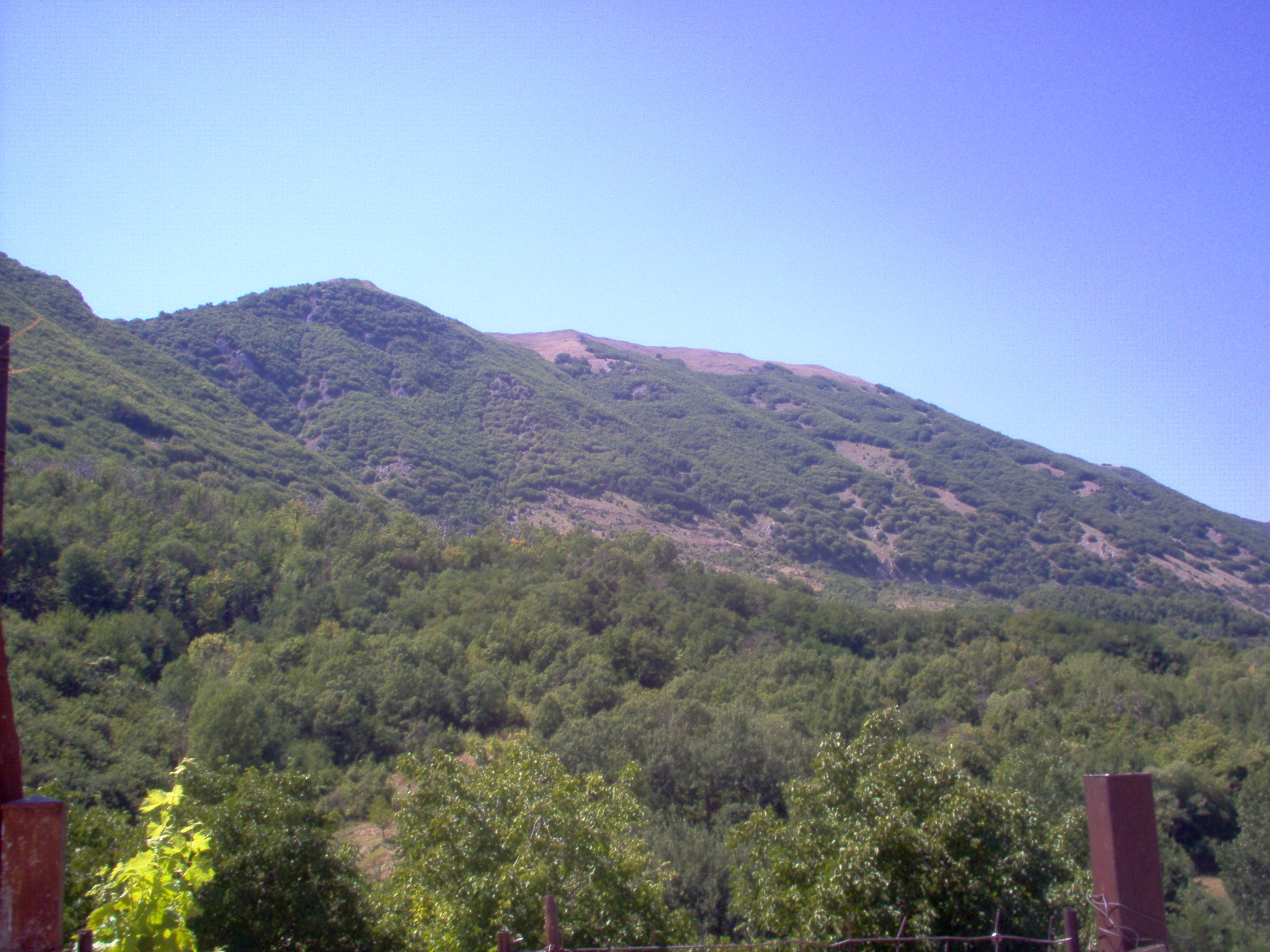

Щорічний фестиваль відбувається 15 жовтня. 

## Демографія
Населення за роками:

Станом на 1 січня 2023 року в муніципалітеті офіційно проживало 210 іноземців з 22 країн, серед них 107 громадян країн Євросоюзу та 16 громадян України.

## Сусідні муніципалітети
- Боргорозе
- Фьяміньяно
- Л'Аквіла
- Луколі
- Пескорокк'яно
- Скоппіто